# Giovane Rondo
Giovane Rondo è il primo EP del rapper italiano Rondodasosa, pubblicato il 16 ottobre 2020.

## Tracce
1. Giovane Rondo – 2:28
2. Youngshit (feat. Shiva) – 2:22
3. Trap – 3:23
4. Slatt (feat. Capo Plaza) – 3:37
5. Baby – 3:09
6. Southside (feat. Vale pain & Abby 6ix) – 2:19
7. Dolore – 3:16

Traccia bonus nella riedizione del 2021
1. Movie (feat. Central Cee) – 3:15

## Formazione

### Musicisti
- Rondodasosa - voce
- Shiva - voce aggiuntiva (traccia 2)
- Capo Plaza - voce aggiuntiva (traccia 4)
- Vale pain - voce aggiuntiva (traccia 6)
- Abby 6ix - voce aggiuntiva (traccia 6)
- Central Cee - voce aggiuntiva (traccia 8)

### Produzioni
- AVA - produzione
- Adam11 - produzione (traccia 2)
- Timeline - produzione (traccia 3)